# テトラフェニルメタン
テトラフェニルメタン (tetraphenylmethane) は芳香族炭化水素のひとつで、メタンの水素がすべてフェニル基に置き換わった構造を持つ。モーゼス・ゴンバーグ (Moses Gomberg) により 1898年に初めて合成された。

## 合成
ゴンバーグによる古典的な合成法を下の図に示す。
トリフェニルブロモメタン（臭化トリチル, 1）をフェニルヒドラジン (2) と反応させてトリチル誘導体 3 を得た。それを亜硝酸で酸化してアゾ化合物 4 とし、溶融熱分解により窒素分子を遊離させてテトラフェニルメタン (5) を得た。
ゴンバーグはテトラフェニルメタンをトリフェニルメタンと区別するためにニトロ化を行った。ニトロ化されたトリフェニルメタンはメチン位のプロトンが塩基により引き抜かれやすく、かつ残るカルバニオンが強く発色することを利用した。
さらなる証拠として、テトラフェニルメタンのニトロ化物 6 を酢酸中で亜鉛粉末によってアミン 7 に還元し、このロイコ色素化合物を塩酸にさらして Pararosaniline (8) へと誘導した。

ゴンバーグはテトラフェニルメタンの合成に続いてヘキサフェニルエタンの合成に挑戦し、その研究を通して、初めての安定なフリーラジカルであるトリフェニルメチルラジカルを発見した。